# سیلویانو دلگادو
سیلویانو دلگادو (اسپانیایی: Silviano Delgado‎؛ زادهٔ ۴ سپتامبر ۱۹۶۹) بازیکن فوتبال اهل مکزیک بود.
از باشگاه‌هایی که در آن بازی کرده‌است می‌توان به باشگاه فوتبال دپورتیوو تولوکا و باشگاه فوتبال پوئبلا اشاره کرد.
وی همچنین در تیم ملی فوتبال زیر ۲۳ سال مکزیک بازی کرده‌است.